# Taboga (distrito)

Localização do distrito de Taboga.

Toboga é um distrito da província de Panamá, Panamá. Possui uma área de 13,00 km² e uma população de 1.402 habitantes (censo 2000), perfazendo uma densidade demográfica de 107,85 hab./km². Sua capital é a cidade de Taboga.